# Nathaniel Lord Britton

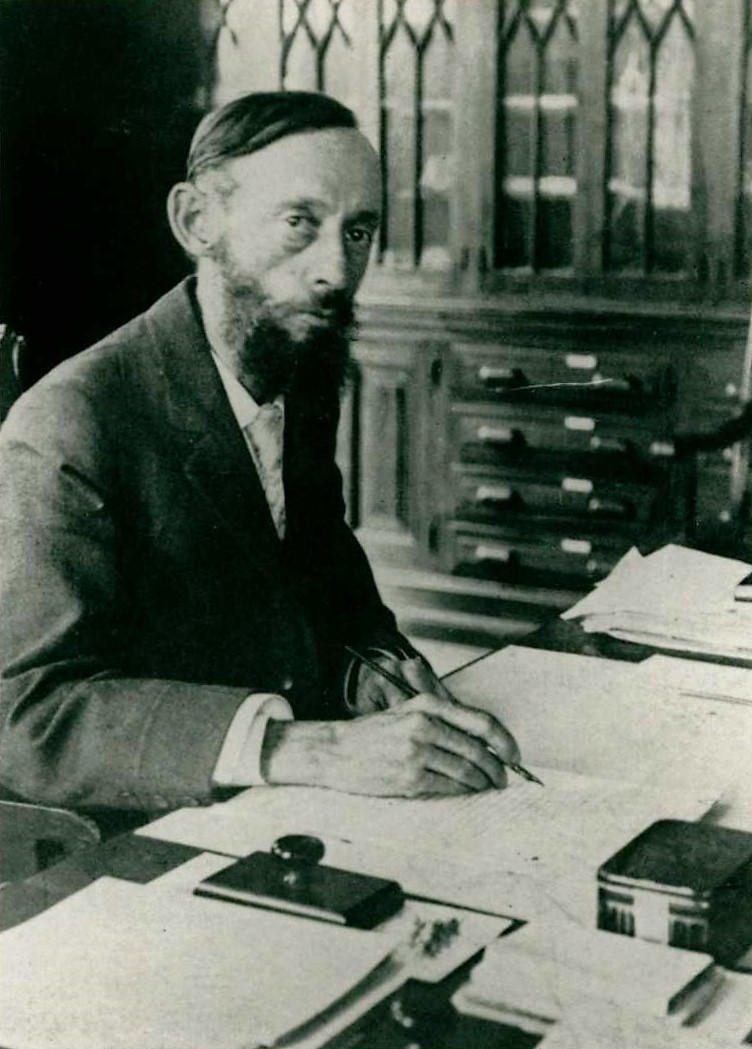
Nathaniel Lord Britton

Nathaniel Lord Britton (ur. 1859, zm. 1934) – amerykański botanik.
Twórca i pierwszy dyrektor Ogrodu Botanicznego w Nowym Jorku. Zajmował się systematyką grzybów, mszaków, paprotników i roślin naczyniowych.
Najważniejsze dzieła: Illustrated Flora of the Northern United States, Canada, and the British Possessions (wspólnie z Addisonem Brownem, 1896–98); The Bahama Flora (wspólnie z C. F. Millspaugh'em, 1920), prace systematyczne o kaktusach.